# Mere, Lincolnshire
Mere var en civil parish fram till 1931 då den blev en del av Branston and Mere, i grevskapet Lincolnshire, i England. Civil parish var belägen 6 km från Lincoln och hade 70 invånare år 1921.